# Mook en Middelaar
Mook en Middelaar (limburgisch Mook en Middelar) ist eine Gemeinde im äußersten Norden der niederländischen Provinz Limburg. Im Westen grenzt die Gemeinde an die Provinz Noord-Brabant. Die Gemeinde Mook en Middelaar besteht aus den Ortschaften Middelaar, Molenhoek (teilweise), Mook und Plasmolen. Sitz der Gemeindeverwaltung ist Mook. Durch die Gemeinde verläuft der Maas-Niederrheinpfad.

## Geschichte
Reste einer Villa in Plasmolen und einer Maasbrücke zwischen Middelaar und Cuijk weisen auf eine römische Vergangenheit hin.
Auf dem Landgut Sint Jansberg in Plasmolen finden sich Überreste einer römischen Villa aus dem 2. Jahrhundert. In den 1930er Jahren untersuchte sie der Archäologe Braat aus Leiden. Die Funde gehen auf das größte bisher bekannte römische Hauptgebäude in den Niederlanden zurück, seine Abmessungen betragen ca. 85 m × 24 m. Seit 1978 steht dieses archäologische Monument unter gesetzlichem Schutz. Im Jahr 2001 beschloss der Gemeinderat, die Reste der römischen Villa zu konservieren und zugänglich zu machen. Durch Einsprüche verzögert sich die Ausführung des Beschlusses.

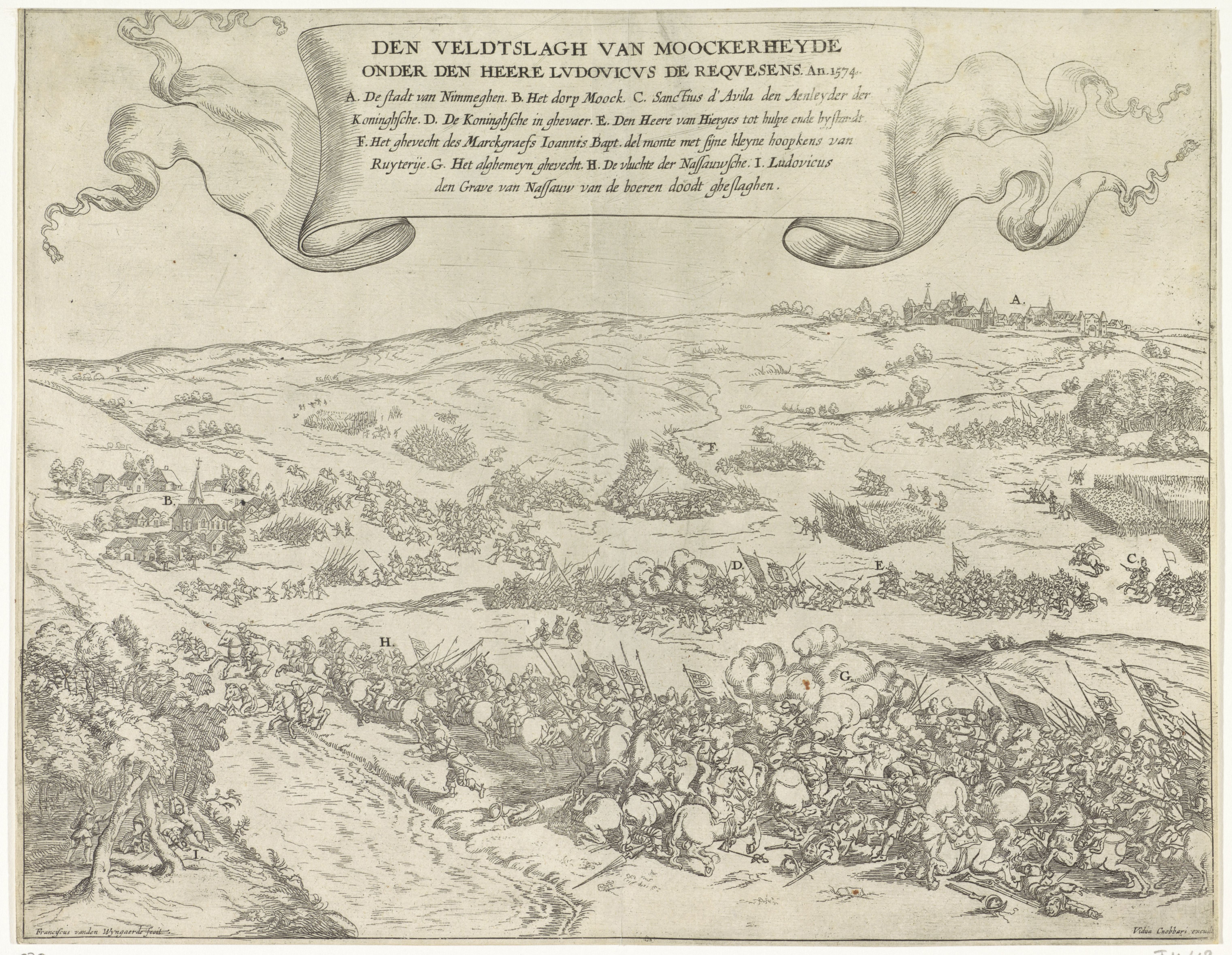
Schlacht auf der Mookerheide

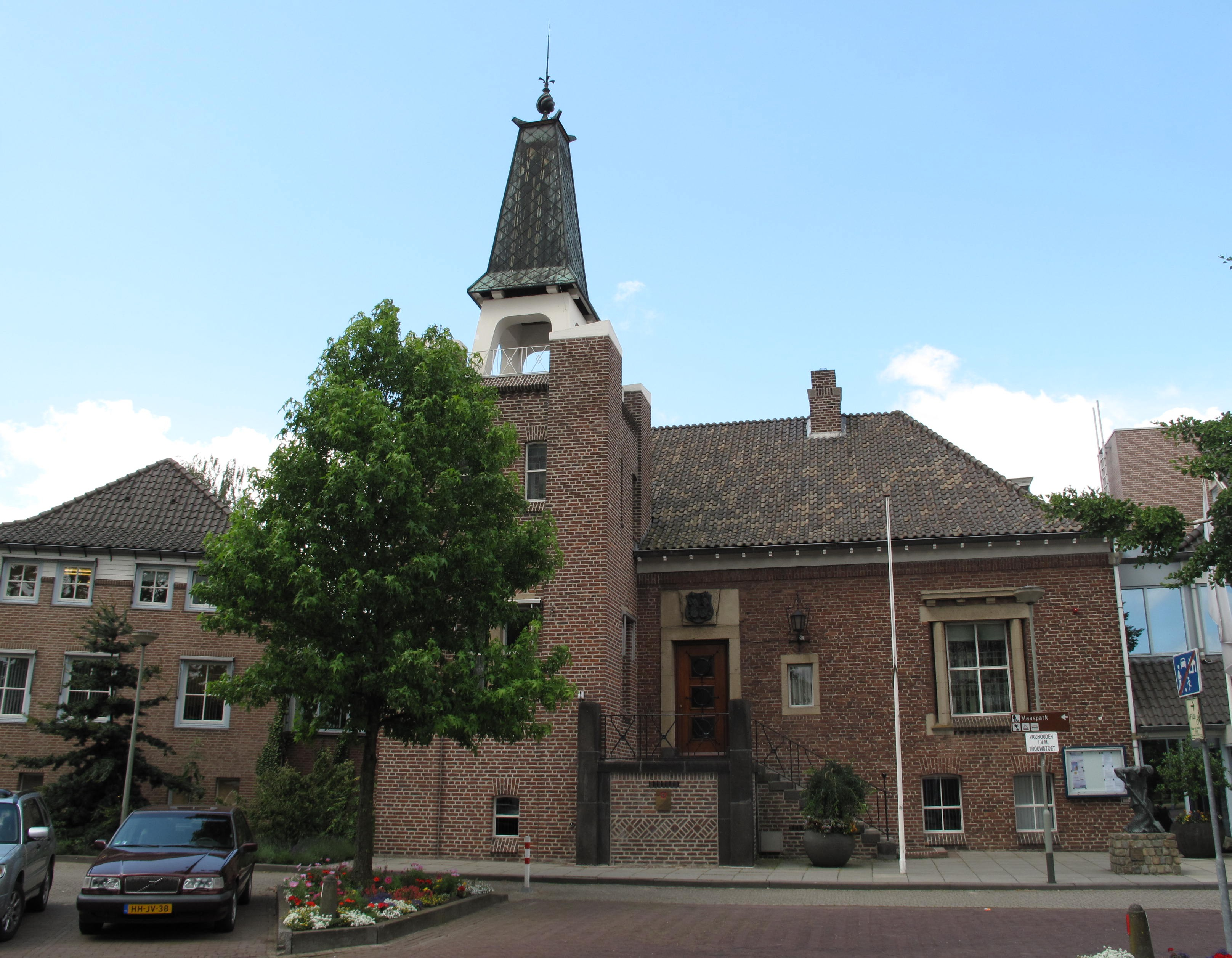
Mook, Rathaus

Am Ufer der Maas in der Nähe des Cuijksesteegs finden sich die Reste einer römischen Brücke aus dem 4. Jahrhundert. Die Brücke ist gesetzlich geschützt.
Mook ist vor allem bekannt durch die Schlacht auf der Mooker Heide am 14. April 1574, eine Feldschlacht zwischen den Oraniern und den Spaniern während des Achtzigjährigen Krieges. Damals erstreckte sich die Mookerheide bis an die Stadtmauern von Nijmegen.
Die Orte zwischen der Maas und der deutschen Grenze gehörten Großgrundbesitzern. Das gesamte Gebiet, das heute die Provinz Limburg bildet, bestand aus einer großen Zahl von Herzogtümern. Mook lag im Herzogtum Kleve, Middelaar lag im Herzogtum Geldern. Während der französischen Besatzung wurde am 23. Oktober 1800 die Gemeinde Mook en Middelaar gebildet. Ein alter Grenzstein am Katerbosseweg erinnert an die ehemaligen Herzogtümer.
Während des Spanischen Erbfolgekrieges wurde Middelaar durch preußische Truppen besetzt und blieb ungefähr ein Jahrhundert lang deutsch (bis 1814).
Im Zweiten Weltkrieg hat in der Gemeinde Mook en Middelaar ein heftiger Kampf gewütet. Im Mai 1940 wurden die Angreifer durch die große Kasemattenlinie auf der brabantischen Seite der Maas aufgehalten, wobei das Dorf Katwijk an der Maas abbrannte und die Eisenbahnbrücke zwischen Mook und Katwijk gesprengt wurde.
Auch im September 1944 lagen Mook, Plasmolen und Middelaar im Frontgebiet und erlitten viele Kriegszerstörungen. Die Einwohner der Gemeinde Mook en Middelaar flüchteten bis zur Befreiung in andere Orte.

## Politik

### Sitzverteilung im Gemeinderat
Der Gemeinderat wird seit 1982 folgendermaßen gebildet:
| Partei                  | Sitze | Sitze | Sitze | Sitze | Sitze | Sitze | Sitze | Sitze | Sitze | Sitze | Sitze |
| Partei                  | 1982  | 1986  | 1990  | 1994  | 1998  | 2002  | 2006  | 2010  | 2014  | 2018  | 2022  |
| ----------------------- | ----- | ----- | ----- | ----- | ----- | ----- | ----- | ----- | ----- | ----- | ----- |
| Dorpsgroepering Pouwels | 4     | 4     | 5     | 6     | 4     | 4     | 5     | 4     | 5     | 4     | 4     |
| VVD                     | 3     | 3     | 2     | 2     | 2     | 2     | 2     | 5     | 3     | 3     | 4     |
| PvdA                    | 2     | 3     | 3     | 2     | 2     | 2     | 2     | 1     | 2     | 3     | 3     |
| GroenLinks              | –     | –     | 0     | 1     | 2     | 2     | 2     | 1     | 2     | 2     | 2     |
| CDA                     | 4     | 3     | 3     | 2     | 3     | 3     | 2     | 2     | 1     | 1     | 0     |
| Lijst Van Lent          | –     | –     | –     | –     | 0     | –     | –     | –     | –     | –     | –     |
| Vrije Dorpspartij       | 0     | –     | –     | –     | –     | –     | –     | –     | –     | –     | –     |
| Progressief Mook        | 0     | –     | –     | –     | –     | –     | –     | –     | –     | –     | –     |
| D66                     | 0     | –     | –     | –     | –     | –     | –     | –     | –     | –     | –     |
| Gesamt                  | 13    | 13    | 13    | 13    | 13    | 13    | 13    | 13    | 13    | 13    | 13    |

### Kollegium von Bürgermeister und Beigeordneten
Folgende Personen gehören zum Kollegium:
Bürgermeister
- Inge van Dijk (CDA) (Amtsantritt: 4. Juni 2024)[1]

Beigeordnete
- Geertjan Wienhoven (Dorpsgroepering Pouwels)
- Karin Peters (PvdA)
- Susan Doorenbos (GroenLinks)

Gemeindesekretärin
- Anita Smits-de Kinkelder

## Söhne und Töchter der Gemeinde
- Serge Daan (1940–2018), Chronobiologe
- Arjen Teeuwissen (1971–2024), Dressurreiter